# Гарай Диас, Нарсисо
Нарсисо Гарай Диас (исп. Narciso Garay Díaz; 12 июня 1876, Панама — 27 марта 1953, Панама) — панамский государственный деятель, дипломат, композитор и музыкальный педагог. Сын выдающегося колумбийского художника Эпифанио Гарая, брат поэтессы Николь Гарай.

## Биография
Детские годы провёл с отцом в Париже, затем c 1885 г. учился в Панаме, а в 1891—1895 гг. изучал игру на скрипке и органе в Картахене. С 1895 г. обосновался в Боготе, выступал как скрипач, публиковал многочисленные статьи в городской прессе как музыкальный критик. В 1897 г., получив государственную стипендию Колумбии, отправился изучать музыку в Европе: сперва частным образом занимался скрипкой в Париже у Мартена Марсика, затем в 1898—1899 гг. изучал гармонию и контрапункт в Брюссельской консерватории, после чего вернулся в Париж и в 1899—1901 гг. учился композиции у Венсана д’Энди в Schola cantorum, одновременно изучал право в Сорбонне. Оставшись без средств для продолжения учёбы из-за очередного военного конфликта в Колумбии, провёл год в Лондоне, выступая как скрипач и аранжировщик. Затем вернулся в Париж, продолжив изучение композиции под руководством Габриэля Форе. Соната Гарая для скрипки и фортепиано ре минор несколько раз была исполнена им самим (с пианистом Эмилем Боске) в парижских концертных залах; в Париже и Лондоне Гарай сочинил ещё ряд фортепианных и камерных пьес, а также цикл песен на стихи Шарля Бодлера и Леконта де Лиля, впервые исполненный в 2011 году. В 1903 году смерть отца и отделение Панамы от Колумбии побудили Гарая вернуться на родину.
Вернувшись в Панаму, в 1904 г. возглавил новоучреждённую Национальную школу музыки и декламации, заложив основу высшего музыкального образования в стране. Среди его учеников, в частности, Вальтер Майерс и Эдуардо Шарпантье Эррера. В 1907 году написал инаугурационный марш для открытия Национального театра Панамы. В 1915 году вышел в отставку с консерваторского поста; в том же году был представителем Панамы на Панамериканском съезде учёных в Вашингтоне.
В 1916 г. назначен секретарём министерства иностранных дел Панамы, вышел в отставку в 1918 году на волне общественного протеста против отмены президентских выборов исполняющим обязанности президента Сиро Луисом Урриолой. В 1920 г. был одним из двух панамских делегатов на первом конгрессе Лиги наций в Париже. В 1921 г. в качестве чрезвычайного и полномочного посланника был направлен в США для урегулирования событий, связанных с Войной за Кото, исполнял дипломатические обязанности в США до 1924 года. В 1925 г. представлял Панаму на Панамериканской конференции в Сантьяго-де-Чили, затем на пятой ассамблее Лиги наций в Париже. Посол Панамы на Кубе и в Мексике (1926—1928), в Германии (1928—1931), во Франции и Великобритании (1931—1933).
Вернувшись в Панаму, был утверждён судьёй Верховного суда Панамы. В 1934 г. занял пост министра народного образования, но вскоре вышел в отставку, чтобы посвятить себя подготовке пересмотренного договора между Панамой и США об использовании Панамского канала, подписанного в 1936 году. В 1938—1939 гг. министр иностранных дел Панамы, в 1939 г. председательствовал на совещании латиноамериканских министров иностранных дел. В 1940—1944 гг. посол Панамы в Колумбии, затем в 1944—1946 гг. в Эквадоре и в 1947—1949 гг. в Коста-Рике.
Автор фольклористического исследования «Традиции и песни Панамы» (исп. Tradiciones y cantares de Panamá; 1931, переиздания 1977, 1999), отдельных статей о музыкальном фольклоре панамских индейцев и по международным вопросам.
Кавалер различных панамских и иностранных орденов, член ряда научных академий, почётный доктор права Панамского университета. В 2008 году имя Гарая присвоено Национальному институту музыки в составе Национального института культуры — наследнику основанной Гараем Национальной школы музыки и декламации.